# Триперстка вохристовола
Триперстка вохристовола (Turnix olivii) — вид сивкоподібних птахів родини триперсткових (Turnicidae).

## Поширення
Ендемік Австралії. Поширений на півострові Кейп-Йорк. За оцінками, популяція виду становить близько 500 птахів.

## Опис
Птах завдовжки 18-23 см, вагою до 110 г. Забарвлення рябе з коричневих, сірих, білих та чорних пір'їн. Спина та боки голови темно-коричневі. Верх голови сірий. Нижня частина тіла сіра.

## Спосіб життя
Трапляється у низовинних прибережних луках та лісових масивах. Живиться насінням та комахами. Сезон розмноження триває з січня по березень. Гніздо облаштовує на землі серед трави. У гнізді 2-4 яйця. Насиджує та піклується про пташенят лише самець.